# Катидис, Гиоргос
Гио́ргос Кати́дис (греч. Γιώργος Κατίδης; 12 февраля 1993, Салоники) — греческий футболист, полузащитник.

## Карьера

### Клубная карьера
С 2010 по 2012 года выступал за футбольный клуб «Арис» из Салоников. 27 августа 2012 года подписал четырёхлетний контракт с клубом АЕК (Афины).
16 марта 2013 года Катидис не самым лучшим образом запомнился в матче с футбольным клубом «Верия»: игрок подбежал к трибуне фанатов и отметил забитый гол вскинутой вверх правой рукой, имитирующей нацистское приветствие, чем сразу привлёк к себе внимание всей европейской общественности. Позже футболист подвергся критике со стороны политиков и болельщиков, а Греческая федерация футбола приняла решение дисквалифицировать игрока пожизненно из сборной страны всех возрастов. Руководство АЕК отстранило футболиста от участия в официальных матчах до конца сезона 2012/13. Также игрок выплатил максимальный штраф, прописанный в уставе клуба.

### Карьера в сборной
Выступал за юношеские сборные Греции до 17 и до 19 лет, а также за молодёжную сборную.

## Достижения
- Финалист юношеского чемпионата Европы (до 19 лет): 2012[7]